# Johann Balthasar Liesch von Hornau
Johann Balthasar Liesch von Hornau (* 4. August 1592 in Berching, Oberpfalz; † 13. September 1661 in Neisse, Fürstentum Neisse) war von 1625 bis 1661 Weihbischof in Breslau und daselbst 1635 bis 1656 Bistumsadministrator.

## Leben
Seine Eltern waren Johann Jakob von und zu Hornau, kaiserlicher Hauptmann und erzherzoglicher Obervogt der Vogtei Horb sowie fürstlich eichstättischer Amtmann zu Berching, und Klara, geb. Jonas von Buech.
Liesch von Hornau besuchte das Jesuitenkolleg in Dillingen und studierte anschließend als Alumne des Collegium Germanicum in Rom Theologie, wo er am 23. September 1619 die Priesterweihe empfing. 1619 promovierte er in Perugia zum Dr. theol. Im gleichen Jahr wurde er Kanonikus in Landshut und 1624 Domherr und Kanonikus des Breslauer Kreuzstifts.
Am 27. November 1625 wurde Liesch von Hornau von Papst Urban VIII. zum Weihbischof in Breslau und Titularbischof von Nicopolis in Armenia ernannt. Die Bischofsweihe erfolgte am 25. März 1626.
Da sich der amtierende Bischof Karl Ferdinand Wasa nur selten in Breslau aufhielt, wurde Liesch von Hornau mit wichtigen Diözesanaufgaben betraut, wie der Rekatholisierung der schlesischen Städte. Wegen des Dreißigjährigen Krieges musste das Breslauer Domkapitel 1632 aus der Stadt fliehen. Nach der Rückkehr 1635 wurde Liesch von Hornau Breslauer Dompropst und Bistumsadministrator. Es residierte in Neisse, wo er 1653 eine Diözesansynode abhielt.
Liesch von Hornau starb nach längerer Krankheit am 13. September 1661 in Neisse und wurde in der dortigen St.-Jakobs-Kirche bestattet.